# Luigi Raimondi
Luigi Raimondi (Acqui Terme, 25 ottobre 1912 – Città del Vaticano, 24 giugno 1975) è stato un cardinale e arcivescovo cattolico italiano.

## Biografia
Nacque ad Acqui Terme il 25 ottobre 1912.
Papa Paolo VI lo elevò al rango di cardinale nel concistoro del 5 marzo 1973.
Morì il 24 giugno 1975 all'età di 62 anni.

## Genealogia episcopale e successione apostolica
La genealogia episcopale è:
- Cardinale Scipione Rebiba
- Cardinale Giulio Antonio Santori
- Cardinale Girolamo Bernerio, O.P.
- Arcivescovo Galeazzo Sanvitale
- Cardinale Ludovico Ludovisi
- Cardinale Luigi Caetani
- Cardinale Ulderico Carpegna
- Cardinale Paluzzo Paluzzi Altieri degli Albertoni
- Papa Benedetto XIII
- Papa Benedetto XIV
- Cardinale Enrico Enriquez
- Arcivescovo Manuel Quintano Bonifaz
- Cardinale Buenaventura Córdoba Espinosa de la Cerda
- Cardinale Giuseppe Maria Doria Pamphilj
- Papa Pio VIII
- Papa Pio IX
- Cardinale Alessandro Franchi
- Cardinale Giovanni Simeoni
- Cardinale Antonio Agliardi
- Cardinale Basilio Pompilj
- Cardinale Adeodato Piazza, O.C.D.
- Cardinale Luigi Raimondi

La successione apostolica è:
- Vescovo Richard Lester Guilly, S.I. (1954)
- Arcivescovo François-Marie-Joseph Poirier (1955)
- Vescovo Manuel Talamás Camandari (1957)
- Vescovo Fernando Romo Gutiérrez (1958)
- Vescovo Salvador Martinez Aguirre, S.I. (1958)
- Vescovo Miguel Garcia Franco (1959)
- Vescovo José de la Soledad Torres y Castañeda (1960)
- Vescovo José de Jesús Sahagún de la Parra (1961)
- Vescovo José Esaúl Robles Jiménez (1962)
- Vescovo José de Jesús García Ayala (1963)
- Vescovo Felipe de Jesús Cueto González, O.F.M. (1964)
- Vescovo Juan Navarro Ramirez (1965)
- Vescovo Manuel Pérez-Gil y González (1966)
- Vescovo Antonio Hernández Gallegos (1967)
- Arcivescovo John Raphael Quinn (1967)
- Vescovo Robert Louis Whelan, S.I. (1968)
- Vescovo Dennis Walter Hickey (1968)
- Arcivescovo William Donald Borders (1968)
- Vescovo John Edgar McCafferty (1968)
- Vescovo Maurice John Dingman (1968)
- Vescovo Francis John Mugavero (1968)
- Vescovo Arthur Joseph O'Neill (1968)
- Vescovo George Roche Evans (1969)
- Vescovo Antanas Louis Deksnys (1969)
- Vescovo Michael Francis McAuliffe (1969)
- Vescovo Joseph Lloyd Hogan (1969)
- Vescovo Francis Raymond Shea (1970)
- Arcivescovo Patrick Fernández Flores (1970)
- Arcivescovo Felixberto Camacho Flores (1970)
- Vescovo Kenneth Joseph Povish (1970)
- Vescovo Justin Albert Driscoll (1970)
- Arcivescovo John Robert Roach (1971)
- Vescovo Raymond Alphonse Lucker (1971)
- Vescovo Michael Joseph Begley (1972)
- Vescovo Joseph Lawson Howze (1973)
- Vescovo Bernard James Ganter (1973)